# Brigitte Hamannová
Brigitte Hamann (26. července 1940 Essen, Německo – 4. října 2016 Vídeň, Rakousko) byla rakouská spisovatelka a historička. Zabývala se především historií habsbursko-lotrinské dynastie v 19. a 20. století.

## Život
Narodila se jako Brigitte Deitert v Essenu v Německu. Vystudovala germanistiku a historii v Münsteru a ve Vídni. Po studiích pracovala jako novinářka v Essenu. V roce 1965 se provdala za historika a univerzitního profesora Günthera Hamanna (1924–1994), přestěhovala se do Vídně a přijala rakouské občanství. Pracovala na Univerzitě ve Vídni, kde v roce 1978 získala titul Ph.D. za práci věnovanou korunnímu princi Rudolfovi, kterou také knižně publikovala.
Po úspěchu její první knihy následovaly další věnované především osobnostem rakouských a německých dějin 19. a 20. století. Za svou práci byla mnohokrát oceněna a její knihy byly přeloženy do několika jazyků.